# Heinrich Kraemer (Politiker)
Robert Heinrich Theodor Kraemer (* 17. Dezember 1842 in Kirchen (Sieg); † 26. Oktober 1907 ebenda) war Bürgermeister und Mitglied des Deutschen Reichstags.

## Leben
Kraemer besuchte das Realgymnasium in Siegen und studierte an der Universität Berlin und der Bergakademie Leoben (Steiermark). Er erlernte den Kaufmannsberuf in Mönchengladbach in einem Bergbaubetrieb. Ab 1864 führte er zunächst als Beigeordneter, die Geschäfte der Landbürgermeisterei Kirchen. 1877 veranlasste er die Gründung der örtlichen Freiwilligen Feuerwehr und 1886 wurde er zum Bürgermeister ernannt. Ab 1888 war er Kreisdeputierter des Kreises Altenkirchen im Westerwald und ab 1897 Mitglied des Kreistags. Er legte seine Ämter als Bürgermeister, Standesbeamter und Amtsanwalt 1897 nieder.
Von 1890 bis 1907 war er Mitglied des Deutschen Reichstags für den Wahlkreis Regierungsbezirk Koblenz 1 (Wetzlar – Altenkirchen) und die Nationalliberale Partei und von 1898 bis 1903 war er Mitglied des Preußischen Abgeordnetenhauses, wo er den Wahlkreis Koblenz 2 (Altenkirchen – Neuwied) vertrat.
In Kirchen hat die Gemeindeverwaltung ihren Sitz in der Villa Kraemer und es gibt eine Heinrich-Kraemer-Straße.